# Eugenia Bujak
Eugenia Bujak, z d. Alickun (ur. 25 czerwca 1989 w Landwarowie) – polska kolarka torowa i szosowa, mistrzyni Polski w indywidualnym wyścigu szosowym ze startu wspólnego (2013) i jeździe indywidualnej na czas (2014, 2015), dwukrotna torowa mistrzyni Polski, mistrzyni Europy w kolarstwie torowym, w wyścigu punktowym (2014). Od sezonu 2018 reprezentuje Słowenię.

## Kariera sportowa

### Szosowe mistrzostwa Polski
- 2010 – jazda indywidualna na czas – 3 m.
- 2011 – jazda indywidualna na czas – 2 m.
- 2012 – jazda parami – 2 m. (z Natalią Rutkowską), jazda indywidualna na czas – 3 m., górskie mistrzostwa Polski – 3 m.
- 2013 – start wspólny indywidualnie – 1 m., jazda indywidualna na czas – 2 m.
- 2014 – jazda indywidualna na czas – 1 m.
- 2015 – jazda indywidualna na czas – 1 m.

### Torowe mistrzostwa Polski
- 2011: 3000 na dochodzenie indywidualnie – 3 m.
- 2012: sprint drużynowo – 1 m., 3000 m drużynowo – 2 m., omnium – 3 m., 3000 na dochodzenie indywidualnie – 3 m., 500 m ze startu zatrzymanego – 3 m.
- 2013: scratch – 1 m., 4000 m drużynowo – 2 m., omnium – 3 m., 3000 na dochodzenie indywidualnie – 3 m., 500 m ze startu zatrzymanego – 3 m.

### Rekord Polski
W 2011 pobiła rekord Polski w wyścigu na 3000 m (3.39.734).

### Szosowe mistrzostwa świata
- 2012: 27. miejsce w jeździe indywidualnej na czas, wyścig szosowy ze startu wspólnego – nie ukończyła
- 2013: 16. miejsce w jeździe indywidualnej na czas, wyścig szosowy ze startu wspólnego – nie ukończyła
- 2014: 19. miejsce w jeździe indywidualnej na czas, wyścig szosowy ze startu wspólnego – nie ukończyła, jazda drużynowa na czas – 12. miejsce
- 2015 – 23. miejsce w jeździe indywidualnej na czas, jazda drużynowa na czas – 8. miejsce

### Torowe mistrzostwa świata
- 2012: 3000 m na dochodzenie indywidualnie – 16 m., 3000 m na dochodzenie drużynowo – zdyskwalifikowane
- 2013: 3000 m na dochodzenie indywidualnie – 9 m., 3000 m na dochodzenie drużynowo – 4 m.
- 2014: 3000 m na dochodzenie indywidualnie – 7 m., 4000 m na dochodzenie drużynowo – 4 m.
- 2015: 3000 m na dochodzenie indywidualnie – 13 m., 4000 m na dochodzenie drużynowo – 10 m.
- 2016: 4000 m na dochodzenie drużynowo – 7 m. (wystąpiła w wyścigu kwalifikacyjnym i I rundzie)[4]

### Torowe mistrzostwa Europy
- 2011: wyścig punktowy – 22 m.
- 2012: 4000 m na dochodzenie drużynowo – 2 m. (z Katarzyną Pawłowską i Małgorzatą Wojtyrą), wyścig punktowy – 10 m.
- 2013: 4000 m na dochodzenie drużynowo – 2 m. (z Katarzyną Pawłowską, Edytą Jasińską i Małgorzatą Wojtyrą), wyścig punktowy – 8 m.
- 2014: 4000 m na dochodzenie drużynowo – 4 m., wyścig punktowy – 1 m., 3000 m na dochodzenie indywidualnie – 4 m.

### Zespoły
Jej pierwszą grupą kolarską była GK Zagłębie Sosnowiec. W 2012 została zawodniczką Grupy Kolarskiej Żyrardów. W 2014 dołączyła do słoweńskiej grupy kolarskiej BTC City Lublana.